# Ravageurs de la tomate

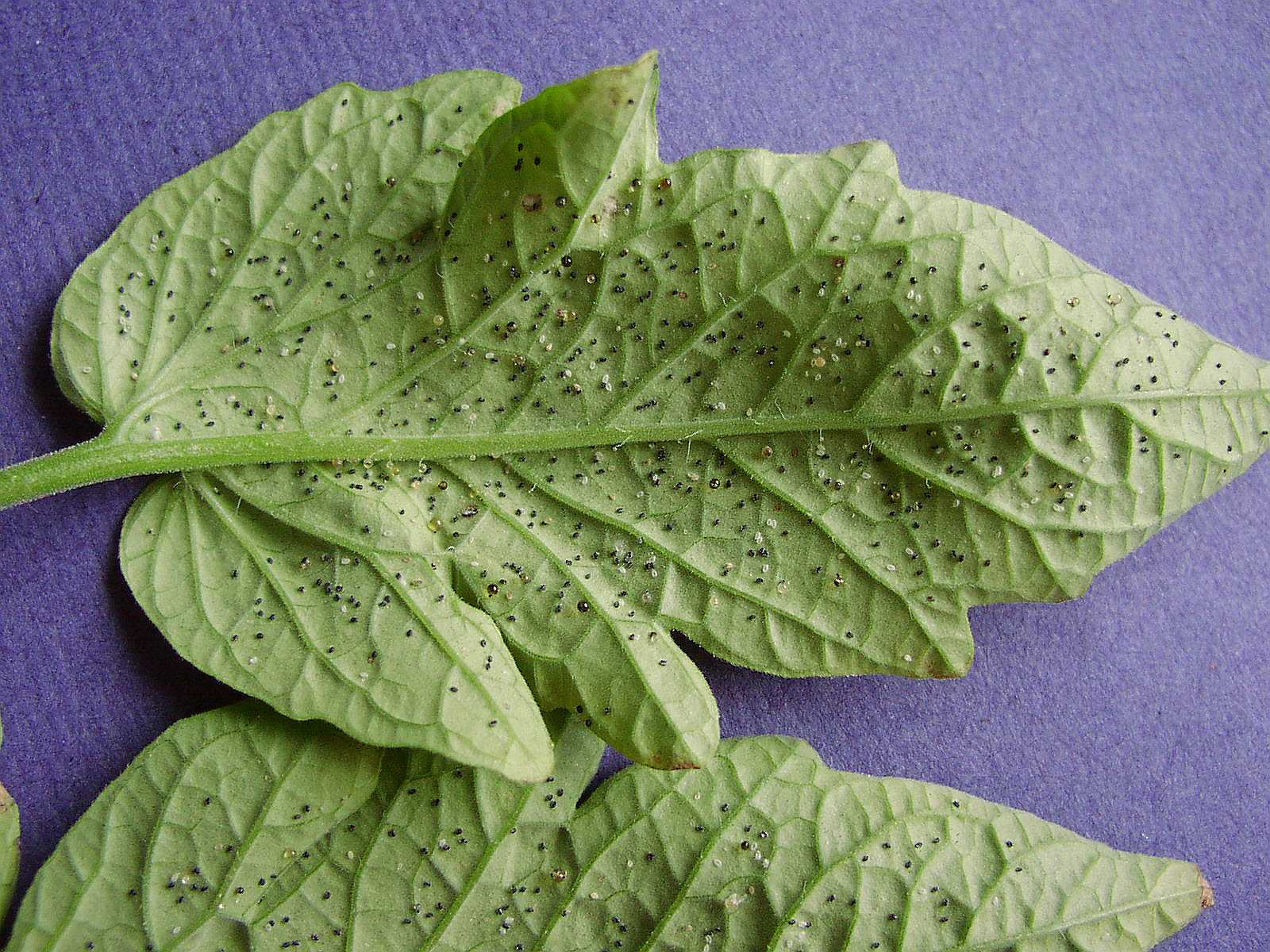
Aleurodes sur feuilles de tomate

Les principaux ravageurs de la tomate sont des insectes, en particulier thrips, aleurodes, pucerons, noctuelles et mouches mineuses, ainsi que des acariens et des nématodes. Ils sont dans l'ensemble moins nuisibles que les maladies.

## Acariens
- Aculops lycopersici (Eriophyidae), agent de l'acariose bronzée de la tomate.

## Insectes
Les aleurodes des serres, ou mouches blanches des serres (Trialeurodes vaporariorum) sont à redouter dans les cultures sous abri, ainsi qu'une autre espèce apparue plus récemment, l'aleurode du tabac (Bemisia tabaci). Cette dernière transmet le virus de la maladie des feuilles jaunes en cuillère de la tomate (TYLCV). En serre, une méthode de lutte biologique fait appel à un auxiliaire parasitoïde, Encarsia formosa (Hyménoptères) qui pond ses œufs dans les larves d'aleurodes.
Les thrips sont de minuscules insectes piqueurs qui provoquent un jaunissement des feuilles. L'un d'eux, le thrips des petits fruits (Frankliniella occidentalis) est en outre le vecteur du virus de la maladie bronzée de la tomate (TSWV).
Les doryphores se voient parfois sur les tomates, mais préfèrent nettement les pommes de terre.
La mineuse de la tomate (Tuta absoluta) est la larve minuscule (moins de 8 mm de long) d'un lépidoptère de la famille des Gelechiidae qui attaque les feuilles et le fruits de la tomate, ainsi que d'autre Solanacées. Ce ravageur, originaire d'Amérique du Sud, est apparu dans le bassin méditerranéen à partir de 2006 et en France en 2008. La lutte contre ce nouveau ravageur passe, outre les mesures de prophylaxie, par des pièges à phéromones et l'emploi d'auxilaires parasitoïdes des œufs et des larves.
La chenille du papillon de nuit (hétérocère) suivant se nourrit de tomate : 
- zygène de la spirée, Zygaena filipendulae (Zygaenidae).

Aux États-Unis : le coléoptère Carpophilus lugubris.

## Nématodes

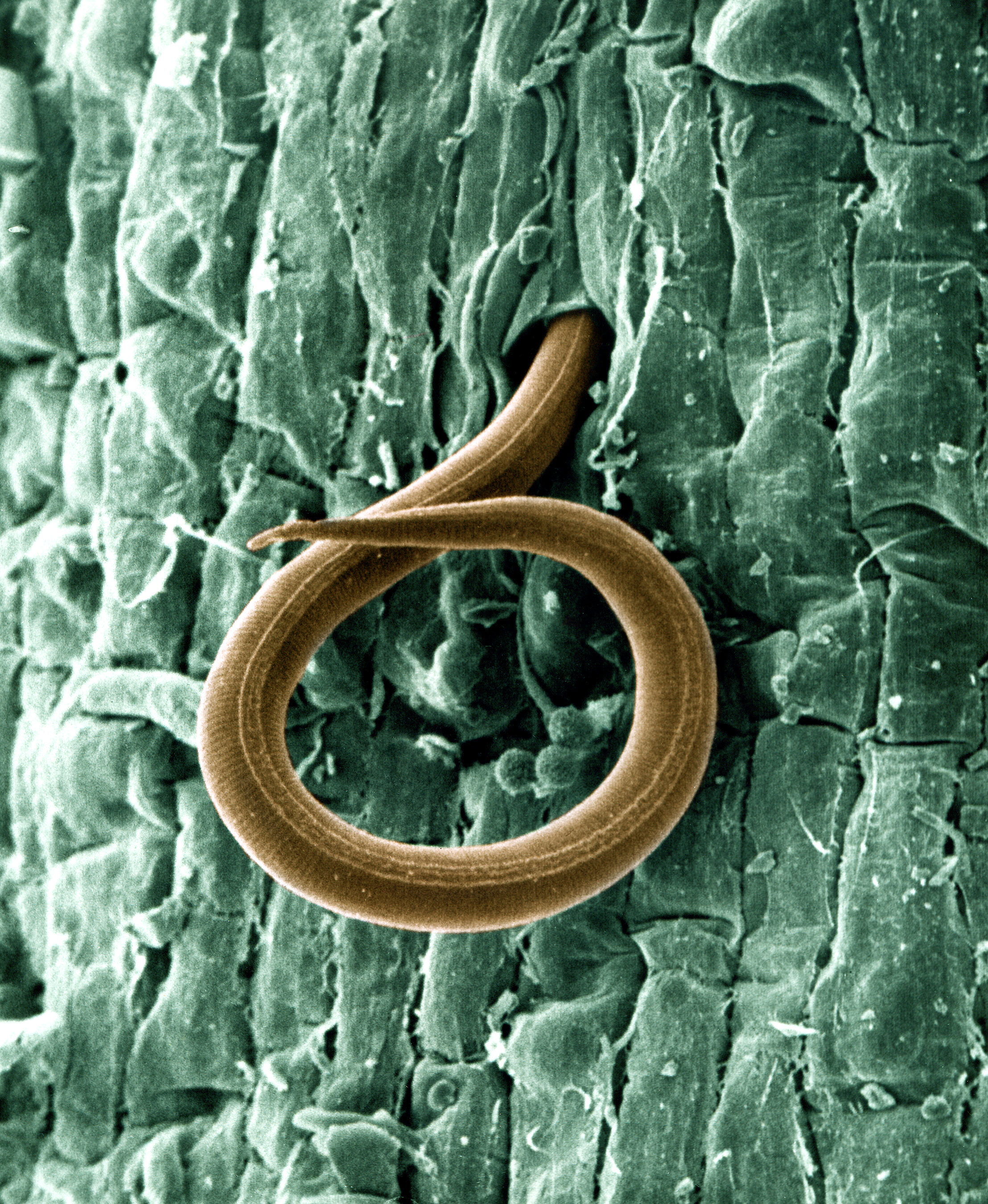
Meloidogyne incognita sur racine de tomate (grossi 500 fois).

Les nématodes, notamment le nématode à galles, Meloidogyne incognita, sont présents tant en culture de plein champ qu'en serre, sauf en culture hors-sol. Ils provoquent la formation de nodosités sur les racines et freinent le développement des plantes. La lutte passe par la désinfection du sol. Certaines variétés modernes sont résistantes (gène Mi), ou plus exactement tolérantes, mais certaines souches de nématodes peuvent se montrer plus virulentes. Le choix de rotations appropriées est aussi un moyen de limiter les attaques.

## Mollusques
Les limaces, notamment la limace grise, Agriolimax agrestis, peuvent attaquer les jeunes plants.